# Медицинская этика
Медицинская этика (медицинская деонтология) — дисциплина раздела прикладной этики, изучающая медицинскую этику, правила и нормы взаимодействия врача с коллегами и пациентом. Считается, что основные принципы медицинской этики сформулировал Гиппократ (Клятва Гиппократа).
Та часть этики, предметом которой является учение о долге человека перед другим человеком и обществом в целом, в России именуется деонтологией. Медицинской деонтологией называется учение о должном поведении медицинских работников, способствующем созданию наиболее благоприятной обстановки для выздоровления больного. Для замены понятия «врачебная этика», хирург-онколог Н. Н. Петров в 1944 году ввёл в русский язык термин «медицинская деонтология» (др.-греч. δέον — должное, надлежащее; λόγος — учение), распространив её принципы на деятельность медицинских сестёр.
Таким образом, теоретической основой деонтологии является медицинская этика, а деонтология, проявляясь в поступках медицинского персонала, представляет собой практическое применение медико-этических принципов. Предмет исследования деонтологии объёмнее предмета этики, поскольку, наряду с изучением собственно морали, занимается исследованием и регламентацией взаимоотношений врача с обществом (государством), с больными и их родственниками, с другими врачами и медработниками.
Медицинская деонтология включает в себя:
- вопросы соблюдения врачебной тайны;
- меры ответственности за жизнь и здоровье пациентов;
- проблемы взаимоотношений в медицинском сообществе;
- проблемы взаимоотношений врача с пациентами и их родственниками;
- правила относительно интимных связей между врачом и пациентом, разработанные Комитетом по этическим и правовым вопросам при Американской медицинской ассоциации.

Главные вопросы медицинской деонтологии — это эвтаназия, а также неизбежная смерть пациента.

### Ятрогения
Ятрогения — это болезнь или психогенная реакция, вызванная действиями медицинского работника. Главным этическим принципом в медицине является принцип «не навреди». Риск, сопровождающий медицинское вмешательство, не должен быть выше ожидаемой пользы. Что касается психогенной ятрогении, то её могут вызывать излишне откровенная беседа с пациентом или его родственниками, содержащая ненужное описание возможных осложнений, неблагоприятного прогноза или неумело проведенная санитарно-просветительная беседа.

### Сообщение неблагоприятного прогноза
Считается, что взрослому компетентному пациенту при его желании в деликатной форме можно сообщить любой диагноз и прогноз. Детям диагноз тяжелого заболевания и неблагоприятного прогноза не сообщают, однако их родители при этом должны получить полную информацию. При неизлечимых болезнях опытные врачи советуют давать дозированные сообщения о прогнозе в предельно корректной форме, не обещая чуда, но и не отнимая надежду.